# Ulk

Figuren des Ulk: Jeheimrats-Jette, der blinde Seher, Nunne, Frau Rentier Schladeberg und Dr. Ulk

Ulk war der Titel einer deutschen Satire-Zeitschrift aus dem Rudolf Mosse Verlag. Die vollständige Bezeichnung lautete: Ulk. Illustriertes Wochenblatt für Humor und Satire. Die Zeitschrift erschien von 1872 bis 1922 als auflagensteigernde Gratisbeilage jeweils donnerstags im Berliner Tageblatt. Parallel wurde der Ulk zwischen 1910 und 1922 auch der Berliner Volks-Zeitung beigelegt. Ab 1922 erschien das Blatt als selbständige Publikation. Nach dem wirtschaftlichen Zusammenbruch des Mosse-Konzerns im Herbst 1932 wurde die Zeitschrift abgewickelt und stellte vermutlich im Frühjahr 1933 ihr Erscheinen ein.

## Geschichte

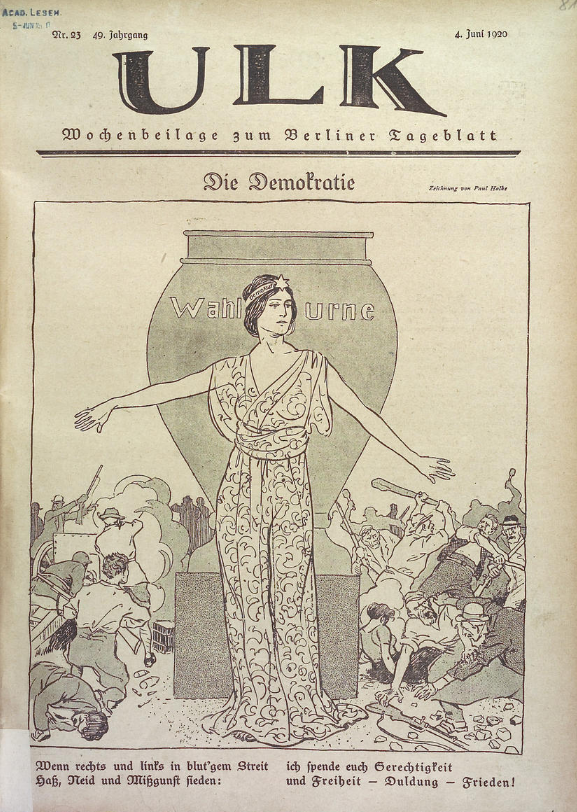
Titelseite des Ulk vom 4. Juni 1920

Das illustrierte Wochenblatt für Humor und Satire wurde am 3. April 1872 von Rudolf Mosse und Siegmund Haber gegründet. Es sollte ein norddeutsches Gegenstück zu den süddeutschen Fliegenden Blättern sein. Die Abkürzung „ULK“ steht für die drei Abteilungen „Unsinn, Leichtsinn und Kneipsinn“ der 1857 in Haspe gegründeten Gesellschaft ULK, einer damals weithin bekannten satirischen Vereinigung.

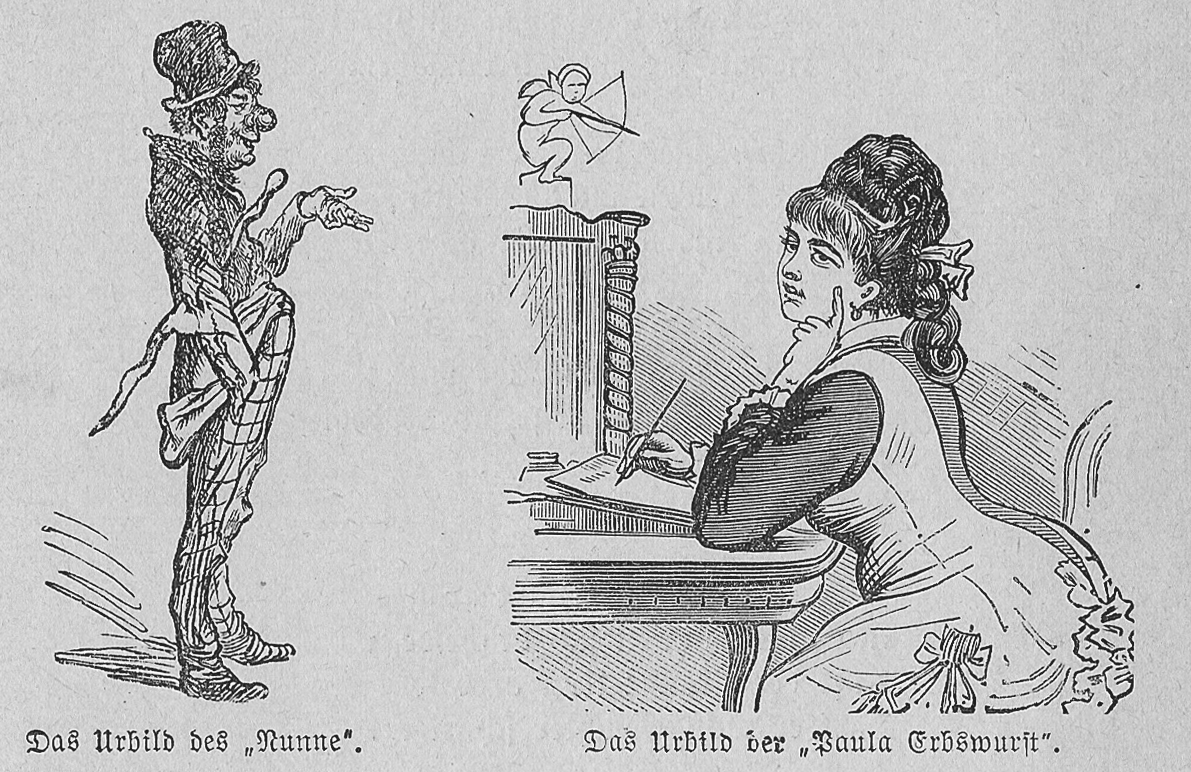
Ulk-Figuren „Nunne“ und „Paula Erbswurst“

Siegmund Haber bestimmte als Chefredakteur bis 1895 den Stil des Blattes. Er entwarf die Figuren des „Eckenstehers Nunne“, der „Mamsell Paula Erbswurst“ und „Frau Rentier Schladeberg“, die sich alle regelmäßig zu aktuellen politischen und gesellschaftlichen Themen äußerten. Nach Habers Tode wurde der langjährige Mitarbeiter Richard Schmidt-Cabanis Chefredakteur, der die Figuren der „Jeheimrats-Jette“, des „blinden Sehers“ und des „Dr. Ulk“ einführte. Während dieser Zeit war der Ulk maßgeblich an den Auseinandersetzungen des Kulturkampfes beteiligt, in dem er bis 1900 mit Hetzgedichten, angeblichen Enthüllungen und antikatholischen Karikaturen die Debatte regelmäßig erneut anheizte, obwohl der Streit offiziell 1878 beendet und 1887 diplomatisch beigelegt worden war.
Ab 1912 wurde der Ulk farbig gedruckt. Die Auflage entsprach stets in etwa der Auflage des Berliner Tageblatts und der Berliner Volks-Zeitung. Konkrete Angaben hierzu sind nicht möglich, da es bis 1933 keine amtlichen Erhebungen gab und nachweislich bis dahin die firmeneigene Statistik im Hause Mosse sehr großzügig ausgelegt wurde. Nachweislich dürfte die Auflage des Ulk am Vorabend des Ersten Weltkriegs ihren Höchststand erreicht haben, ging ab 1916 zurück, schwankte in der Weimarer Zeit stark und fiel ab 1928 extrem.
Am 22. November 1907 erschien im Ulk unter dem Titel Märchen anonym die erste journalistische Arbeit des Satirikers und politischen Kritikers Kurt Tucholsky, in welcher der 17-Jährige den Kunstgeschmack Kaiser Wilhelms II. parodierte. Von Dezember 1918 bis April 1920 arbeitete Tucholsky als Chefredakteur beim Ulk und veröffentlichte seine Beiträge oft unter dem Pseudonym Theobald Tiger. Ab 1919 geriet er zunehmend in Zwiespalt mit Theodor Wolff, dem einflussreichen Chefredakteur des Berliner Tageblatts, der eine einseitige Politisierung aller Mosse-Blätter zugunsten der Deutschen Demokratischen Partei anstrebte und selbst im Ulk deren Wahlprogramme vertrieb. Weil das Verhältnis immer mehr abkühlte, kündigte Tucholsky am 1. April 1920 und beschrieb in einem abschätzigen Rückblick Wolff als einen herablassenden, „etwas dümmlichen Mann“ mit „angeblich so liberalen“, aber einseitigen Prinzipien.
Neuer Chefredakteur wurde Josef Wiener-Braunsberg, der die gewünschte Linie Theodor Wolffs fortführte. Die parteibezogene Einseitigkeit beziehungsweise satirische Unausgewogenheit stieß bei Hans Lachmann-Mosse, der 1920 die Firmenleitung übernommen hatte und bei einer politisch immer weiter auseinanderklaffenden Leserschaft einen Auflagenrückgang voraussah, ebenfalls zunehmend auf Kritik. Weil ab 1926 mit dem Berliner Tageblatt nur noch Verluste erwirtschaftet werden konnten, wurde zeitweise der Ulk wieder als Gratisbeilage dem Berliner Tageblatt beigefügt. Diese Gegenmaßnahme führte wiederum zu Einnahme- und Anzeigenverlusten beim Ulk. Nach Intentionen von Wolff übernahm im November 1929 Hermann Sinsheimer die Chefredaktion. Damit war nicht nur ein neues Layout verbunden, sondern auch der Wunsch von Theodor Wolff einer noch stärkeren Politisierung.
Zu diesem Zeitpunkt hatte die Hausbank des Verlags schon längst auf eine bevorstehende Zahlungsunfähigkeit hingewiesen. Lachmann-Mosse versuchte mit allen Mitteln, das Ruder herumzureißen, stieß aber mit Einsparmaßnahmen und inhaltlichen Veränderungswünschen insbesondere bei Wolff auf wenig Verständnis. Ende Juni 1931 ließ Hans Lachmann-Mosse den langjährigen Mitarbeiter Hans Flemming zu sich kommen und verlangte von ihm sein Ehrenwort, weder mit Theodor Wolff noch mit anderen über die Unterredung zu sprechen; er erläuterte offen die wirtschaftliche Lage des Unternehmens und sagte: „Sie übernehmen ab 1. Juli 1931 die Ulk-Chefredaktion, führen ihn auf politischer Sparflamme und wenn wir damit nicht innerhalb von zwölf Monaten Gewinn erwirtschaften, stellen wir das Blatt ein“. Flemming gab ihm das Ehrenwort.
Dementsprechend wurde am 1. Juli 1931 Sinsheimer durch Hans Flemming abgelöst. Im gesamten Verlag folgten Einsparungen wie Honorarkürzungen, Schließung von Agenturen im In- und Ausland, Wegfall von Beilagen und Farbdrucken sowie Seitenanzahl-Dezimierungen. Viele junge und gute Mitarbeiter kündigten von sich aus. Als Entlassungen altgedienter Kollegen anstanden, ergriff die Belegschaft Streikmaßnahmen. Der ökonomische Zusammenbruch des Mosse-Konzerns vollzog sich 1932. Alle Gegenmaßnahmen erfolgten zu spät, am 13. September 1932 musste das Konkursverfahren eröffnet werden. Rund 8000 Gläubiger meldeten ihre Ansprüche an.

### Unklarheiten letzte Ausgabe
Die Angaben darüber, wann genau die letzte Ausgabe der Satirezeitschrift erschien, sind widersprüchlich. Fest steht, dass der Ulk ab 1931 nur noch unregelmäßig und nicht mehr farbig gedruckt sowie teilweise nur noch als einseitige Beilage verteilt wurde. Als Einstellungsdatum wird in der Literatur überwiegend der 13. September 1932 genannt, das Datum der Eröffnung des Konkursverfahrens. Hingegen wird im Katalog der Deutschen Nationalbibliothek im Bestand das Jahr 1933 und gegensätzlich als letztes Erscheinungsdatum der 10. oder 11. März 1934 aufgeführt. In digitalisierter Form stehen die vollständigen Ausgaben des Ulks von 1901 bis 1933 online bei der Universitätsbibliothek Heidelberg zur Verfügung. Die letzte dort vorhandene Ausgabe ist die vom 6. April 1933.

## Bekannte Mitarbeiter (Auswahl)
- Victor Auburtin
- Hans Brennert
- Sigmar Mehring
- Hans Reimann
- Ewald Gerhard Seeliger
- Hans Heinrich von Twardowski
- Hermann Abeking
- Lyonel Feininger
- Josef Fenneker
- George Grosz
- August Hajduk
- Walter Herzberg
- Karl Holtz
- Jesekiel David Kirszenbaum
- Willibald Krain
- Alfred Kubin
- Ernst Lübbert
- Jeanne Mammen
- Frans Masereel
- Erich Mühsam
- Rolf Niczky
- Käthe Olshausen-Schönberger
- Alfred Pichel
- Albert Schaefer-Ast
- Hermann Scherenberg
- Rudolf Schlichter
- Paul Simmel
- Ottomar Starke
- Ernst Stern
- Walter Trier
- Jupp Wiertz
- Hermann Wilke
- Heinrich Zille